# Blink-182
Blink-182 (вимовляється «блінк уан-ейті-ту») — південно-каліфорнійський панк-рок гурт, був заснований у 1992 році гітаристом і вокалістом Томом ДеЛонгом, бас-гітаристом і вокалістом Марком Гоппусом і барабанщиком Скоттом Рейнором у північному передмісті Сан-Дієґо, місті Пауей, Каліфорнія. Гурт домігся великого успіху в 1999 році після випуску альбому Enema of the State, який досяг 9 позиції у хіт-параді Billboard 200 і став мультиплатиновим. Наступному альбому гурту — Take Off Your Pants and Jacket (2001) — вдалося зайняти перший рядок рейтингу в США, Канаді та Німеччині. П'ятий однойменний альбом (2003) ознаменував собою зрушення у творчості гурту, який приніс у поп-панк-звучання гурту деякі невластиві цьому стилю експериментальні елементи.
Том ДеЛонг покинув Blink-182 у 2005 році, відправивши гурт у «безстрокову відпустку». Том заснував окремий проєкт Angels & Airwaves, в той час як Марк Гоппус і Тревіс Баркер створили гурт +44. Учасники Blink-182 возз'єдналися в лютому 2009 року і вже у вересні 2011 вийшов їхній новий альбом Neighborhoods. 2015 року Том Делонг знову покинув гурт. На його місце був запрошений гітарист гурту Alkaline Trio Метт Скіба.

## Історія

### Каліфорнійська школа
Породження панк-сцени Сан-Дієго (штат Каліфорнія), панки нової школи Blink-182 подали перші ознаки життя у вересні 1991 року. Початковою точкою стало знайомство 18-річного басиста і вокаліста Марка Гоппуса з гітаристом і співаком Томом Делонгом, якому на той момент було тільки 14 років. В день, коли двоє майбутніх засновників гурту познайомилися, вони каталися на скейтборді з друзями на зоні для паркування біля супермаркету. Гоппус, щоб справити на Делонга враження, заліз на ліхтарний стовп і зістрибнув з самого верху, пошкодивши обидві п'яти. Марк і Том зрозуміли, що в них є щось спільне і в той же вечір організували гурт під назвою «Duck Tape». Назву Duck Tape незабаром замінили на Blink. Натхнені ідеєю грати в одному гурті, двоє друзів знаходять зовсім юного барабанщика Скотта Рейнора.
Зародковий варіант гурту складався із трьох хлопців, які підробляли на весіллях, ювілеях й інших святах. Але після декількох місяців музиканти вирішили поділитися з рештою всього світу своїм завзяттям, позитивним відношенням до життя і любов'ю до гумору.

### Рання кар'єра (1992—1996)
Попри юний вік, учасникам Blink вдається домовитися про постійні виступи в клубах Сан-Дієго і його околиць. Результатом перших двох років життєдіяльності гурту став дебютний альбом «Flyswatter», створений власними зусиллями і виданий своїм коштом. Накопичуючи досвід спілкування з публікою, «блінки» водночас заводять дружбу з гуртом Vandals, чий крихітний лейбл Kung Fu стає першою компанією, що зацікавилася їхньою творчістю. 1994 року лейбл публікує дебютну касету Blink «Buddha». У цій ще досить невпевненій спробі вже можна розрізнити риси оригінального фірмового стилю, який принесе гурту популярність через декілька років.
Коли про молодих панків дізналися в Європі, однойменний ірландський гурт пригрозив судовим позивом, якщо хлопці не змінять назву. Довелося розширити її до Blink-182.
Не минуло й року, як інша компанія звукозапису, Grilled Cheese (підрозділ Cargo Records), запрошує тріо до співпраці і видає другий альбом «Cheshire Cat», що містить деякі речі з першого студійного запису. Перший і останній реліз гурту на цьому лейблі, альбом виявився не надто вдалою спробою. Проте саме завдяки цьому диску гурт здобув немало нових шанувальників за межами Америки, зокрема, в Австралії. Враховуючи зухвалість матеріалу і невгамовне бажання пустувати навіть в аранжуваннях, це не так вже дивно.
Існує декілька думок про те, чому саме ці цифри врешті-решт були вибрані. Наприклад, що їх число відповідає числу раз, яке Аль Пачіно вимовляє слово «fuck» у фільмі «Особа з Шрамом» (цю версію висловив Марк Гоппус, як пояснення цього числа, в інтерв'ю австралійському кабельному телеканалу), що число було навіяно фільмом Тімоті Хаттона 1985 років випуску, «Turk 182»!, що це уявлення учасників гурту про ідеальну вагу Гоппуса, або що вони зобразили положення в алфавіті букв 'R' і 'B,', посилаючись на північне передмістя Сан-Дієго, Ранчо Бернардо. Хай там що, члени гурту спростовують подібні твердження і наполягають, що цифри були вибрані ними випадково. Проте, в одному з інтерв'ю, Баркер заявив, що «182» пояснює американський радіо-код, що означає 'вбивство' (сплутавши «182», радіо-код для конспірації, з «187»).
Міцний концертний колектив Blink-182 вирушає у світовий Warped Tour, де виступає з командами Pennywise і NOFX. Маршрут пролягає через усю Америку, Канаду, Японію й Австралію. Завдяки цим насиченим гастролям, що проходили в 1996-97 рр., а також численним появам у відеороликах, присвячених серфінгу, скейту і сноуборду, імена Марка Гоппуса, Тома Делонга і Ськотта Рейнора дізнаються в багатьох країнах світу. Слухачам подобаються тексти пісень і мелодії. Чималу славу приносить музикантам такий пікантний елемент живих шоу, як роздягання.
На питання численних журналістів, з якими їм тепер часто доводиться мати справу, музиканти відповідають з властивим їм специфічним гумором. Марк Гоппус довірливо повідомляє, що не займається в житті нічим особливим. «Я просто прагну правильно харчуватися і працюю кілька разів в тиждень, причому завжди сиджу і лежу тільки на правому боці. Річ у тому, що я укріплюю тільки праву половину дупи». Скотт Рейнор на питання про сім'ю розповідає жалісну історію про те, що батьки викинули його з дому, коли йому було всього 4 тижні, а потім його підібрало і виростило плем'я акторів-мімів. Том Делонг, мабуть, більше всіх гордиться своєю командою. «За що б ми не бралися, ми ніколи не прагнемо полегшити собі життя, — каже він. — І, знаєте, виходить забавно… До речі, ви знаєте, що Марк завжди користується тільки однією половиною дупи?»

### Dude Ranch (1997—1998)

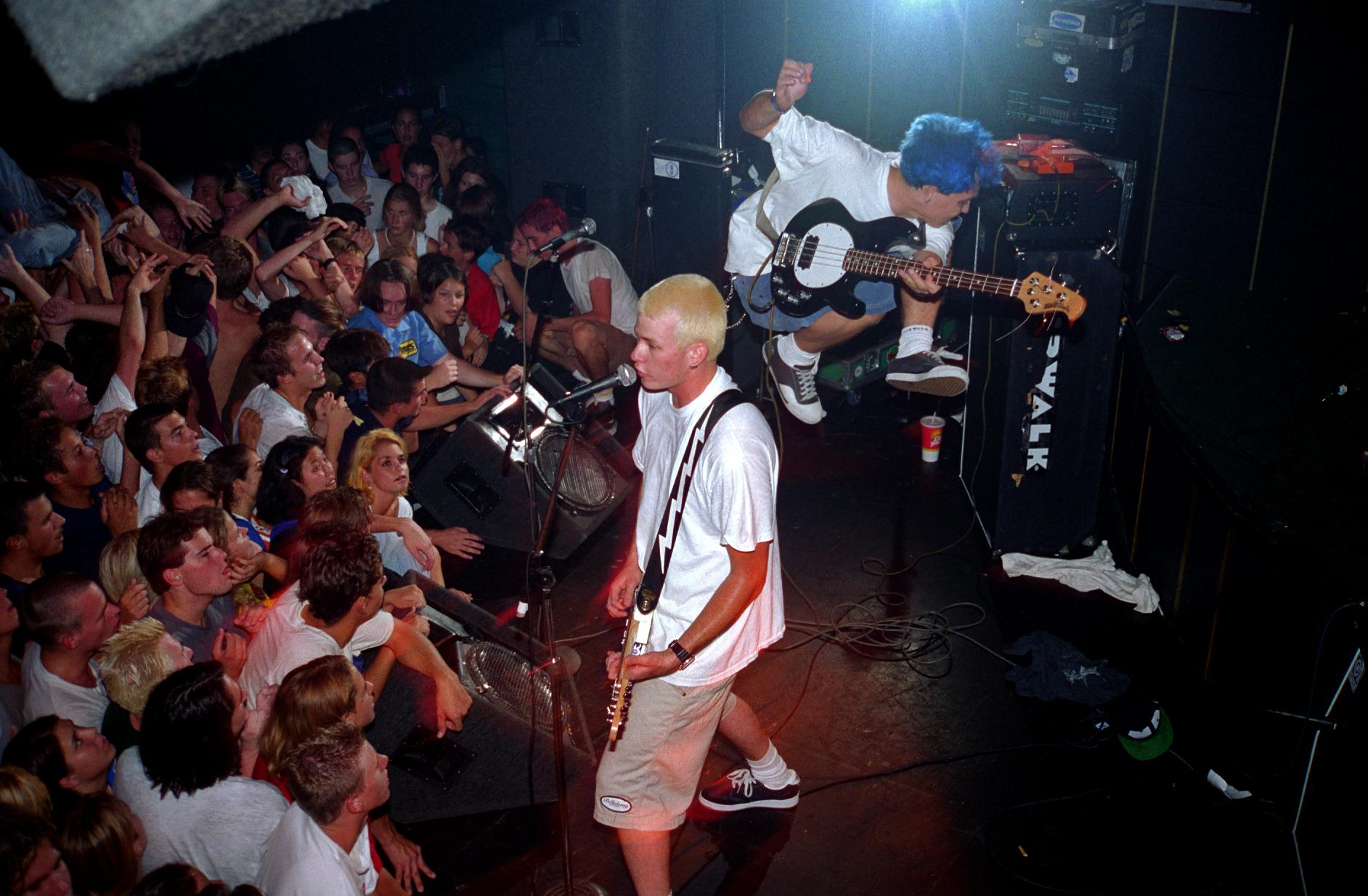
Blink-182 у Showcase Theater, що в Корона, Каліфорнія, 1995.

Прихильники сценічного і спортивного екстриму приглянулися керівництву MCA Records, що запропонував команді вигідні умови контракту. На лейблі MCA в 1997 році Гоппус, Делонг і Рейнор випустили третій альбом «Dude Ranch». Цього разу їхні зусилля увінчалися успіхом. Юнацький панк-гурт з ухилом в альтернативу, приправлений фірмовим гумором, виглядав набагато впевненіше і сильніше, ніж у попередній спробі. Альбом став платиновим в Австралії, золотим у Канаді й Сполучених Штатах. Перший промо-сингл «Dammit (Growing up)», що став фаворитом радіоефіру, увійшов до п'ятірки найчастіше трансльованих радіохітів року. Тим часом, наприкінці 1998-го барабанщик Скотт Рейнор вирішив, що йому з гуртом все-таки не по дорозі. Розлучилися хлопці цілком дружньо.

### Прорив і успіх (1999—2002)
Місце за ударною установкою зайняв 23-річний Тревіс Баркер, колишній учасник гурту Aquabats. Разом з Гоппусом і Делонгом він засів в студії, працюючи над четвертим альбомом «Enema of the State», який був готовий до липня 1999 року. Диск активно розштовхував своїх суперників в чартах. У США він піднявся на 9 рядок рейтингу Billboard 200, в Канаді опинився на 7 місці в чарті альбомів, а серед найпопулярніших записів в інтернеті потрапив в Тор 3. Вже за перші два місяці його тираж в США перевищив два мільйони копій. Альбом був підтриманий на музичному ринку двома запальними синглами «What's My Age Again?» і «All the Small Things». Причому перший же сингл і супровідне відео відразу після виходу в світ викликали бурхливу полеміку серед фанів. Панк-гурти Сан-Дієго і околиць розділилися на тих, хто підтримував, і тих, хто зовсім не схвалював дуже легковажну поведінку Blink-182: вони не придумали нічого кращого, ніж розмістити на обкладинці свого CD фото порнозірки Janine. І цей невеликий скандальчик, і якість нового матеріалу (юнацький драйв, запальні мелодії) зіграли свою роль: альбом знайшов більше чотирьох мільйонів покупців.
Відправившись в концертний тур на підтримку «Enema of the State», в 2000 році за підсумками туру команда випустила диск-концерт «The Mark, Tom and Travis Show (the Enema Strikes Back)». Альбом, хоч і виданий обмеженим тиражем, був популярним, дійшовши до 8 рядка чарта Billboard 200.
Серію вдалих релізів продовжив п'ятий студійний альбом «Take Off Your Pants and Jacket», виданий в червні 2001 року. Цього разу, опісля сім років після дебюту, музиканти повернулися до своїм панк-коренів і довели, що панк-рок марки Blink-182 приносить незмінний комерційний успіх. «Take Off Your Pants and Jacket» стартував на першому рядку американського чарту. Назва альбому не брехала — нижній половині тіла було приділено немало уваги. Наприклад, в треку «Grandpa Song», який самі музиканти називають жартом («нічого серйозного»), йдеться про відчуття при інцесті.
Американська частина туру на підтримку альбому пройшла як завжди з успіхом (повні стадіони, поставлені на вуха), а ось європейські гастролі довелося скасувати через хворобу Тома Делонга.
За останні роки музиканти розширили своє амплуа і наголосилися в Голлівуді, знявшись в епізоді молодіжної комедії «American Pie». За їхніми відгуками, вони так веселилися під час зйомок, що коли їх запросили взяти участь і в створенні «American Pie — 2», погодилися відразу ж і з великим задоволенням. Цього разу йшлося про написання саундтрека, за такої нагоди й була створена композиція «Every Time I Look for You».
Наприкінці 2002 року Делонг і Баркер тимчасово зняли з себе обов'язки учасників Blink-182 і написали низку нових пісень, призначених для сайд-проєкта під назвою Boxcar Racer. До студійної роботи вони привернули і свого товариша по команді Гоппуса і ще декількох музикантів. «Це експериментальний гурт, — розповів в інтерв'ю Баркер, — і займаємося ми нею для розваги, не прагнучи ні до комерційного успіху, ні до популярності на радіо». Ще одним експериментальним проєктом учасників Blink-182 став гурт Black Eyed Peas, чия діяльність завершилася випуском альбому «Elephunk».

### Безіменна ера (2003—2005)
Після невеликої перерви в діяльності в 2002 році, почався запис наступного альбому на початку 2003. Пісні записувалися спокійніше і відчуженіше, ніж звичайно. Результатом стало найдоросліше звучання за весь час існування Blink-182. Гурт випустив цей, п'ятий на рахунку, студійний альбом 18 листопада 2003 року. Описаний як «само-медитація в романтичному руйнуванні», альбом містив хітові сингли «Feeling This» (раніше названий як «Action» — саундтрек до гри Madden 2004), «I Miss You», «Down», і написана під впливом 1980-х років «Always». Баркер погодився, щоб гурт залишив альбом безіменним (а не однойменним з назвою гурту) щоб показати нових Blink-182. Це виявляється в тому, що стиль музики куди глибший, ніж у всіх попередніх роботах Blink-182, але все одно направлений на отримання значної кількості ефірного часу на радіостанціях і Fuse. Критики вважали, що їхнє звучання стало схоже на таке як у гуртів The Police і U2, хоча члени гурту стверджували, що більший вплив на їхню творчість мав гурт The Cure, чий фронтмен Robert Smith брав участь у записі пісні «All of This». За словами слухачів, риффи стали важчими, а тексти глибшими. Наприкінці 2003 року гурт взяв участь в турі, що одержав назву «Dolla Bill». Ця назва пов'язана з невеликою вартістю квитків на виступ. Тур був дуже популярним серед шанувальників гурту. Хлопці грали в «інтимніших» місцях і продаж квитків серйозно контролювався, щоб уникнути нелегальних перепродажів квитків. Також спеціальні «зустрічі і вітання» були організовані перед деякими виступами. Тур також охоплював відвідини SOMA в Сан Дієго, місце, де Blink-182 приходили дивитися на виступи і самі виступали в свої ранні роки. Тур з No Doubt літом 2004 року був також дуже успішний. Цей успішний альбом, за три роки після його випуску, був проданий в усьому світі накладом понад 5 мільйонів примірників.

### «Безстрокова відпустка» (2005— 2008)
Наприкінці 2004 року Том ДеЛонг повідомив, що не хоче їхати у весняний тур, оскільки втомився і хоче проводити більше часу з сім'єю. Марк і Тревіс запитали, скільки йому потрібно часу. ДеЛонг сказав, що півтора року. Вони розпустили персонал на цей період. Взимку 2005 року гурт вирішив записати «Greatest Hits». ДеЛонг відмовлявся записувати у Лос-Анджелесі, тому Тревіс Баркер щодня їздив до нього в Сан-Дієго, показуючи, зроблені нариси. У результаті все це вилилося в скандал: хлопцям не подобалося, що одна людина так почала маніпулювати гуртом. Наступного дня Марку подзвонив менеджер і повідомив, що Том ДеЛонг більше не є членом Blink-182. Коли Гоппус і Баркер спробували додзвониться Тому, то у того не працював телефон, — він змінив номер. ДеЛонг залишив гурт, навіть не повідомивши про це особисто колег.
У цей час гурт знаходиться в безстроковій відпустці. Марк Гоппус і Тревіс Баркер відмовилися брати нового гітариста, оскільки «Blink-182 — дітище нас трьох і нікого більше» — сказав Гоппус.
Після розриву, всі учасники гурту зайнялися сольними проєктами. Делонг заснував Angels and Airwaves, чий дебютний альбом «We Don't Need to Whisper», через просочування інформації, що потрапила в Інтернет у квітні 2006 року, вийшов 23 травня 2006 року. В цей час гурт дає тури на його підтримку. Гоппус і Баркер закінчили роботу над дебютним альбомом свого проєкту (+44) — «When Your Heart Stops Beating», який з'явився у продажу 14 листопада 2006 року. Гурт (+44) в цей час закінчив своє турне і повернулася в студію, щоб обдумати новий матеріал і почати запис другого альбому, вихід якого планувався на 2008 рік. Раніше, в 2006 році, Баркер брав участь в парочці уявлень з DJ AM і зареєстрував назву The Phenomenons для нового гурту. Скориставшись ажіотажем навколо «відпустки», Geffen Records випустила компіляцію «Greatest Hits», що містить найкращі хіти гурту за весь час своєї кар'єрної діяльності, у жовтні (за межами США) і в листопаді (у Сполучених Штатах) 2005 року. Диск містив одну пісню, що раніше не випускалася, «Another Girl Another Planet» (кавер-версію пісні гурту The Only Ones, яка була пізніше використана як музична тема до реаліті-шоу Баркера Meet the Barkers), а також пісню, що раніше була другою піснею у синглі «I Miss You» і бонус-треком на безіменному альбомі (за межами США), «Not Now» (яка була використана як перший сингл). Альбом одразу зайняв 6-у позицію в The Billboard 200 в США. Існує 2 версії Greatest Hits CD. Одна з них містить бонус-трек: Aliens Exist (live), що вийшов в Австралії з бонусним DVD, а інша версія, що містить два бонус-трека: «Go (live)» і «I Won't Be Home For Christmas» разом з DVD вийшла в Об'єднаному Королівстві.

### Повернення. Альбом Neighborhoods, та міні-альбом Dogs Eating Dogs (2009—2014)

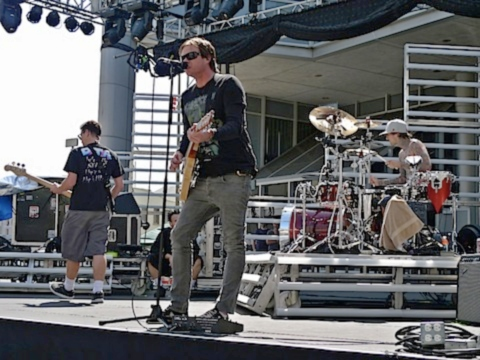
Blink-182 14 травня, 2009, їх перший виступ після грудня 2004

8 лютого 2009 року під час церемонії 51ої Премії Греммі члени гурту офіційно заявили, що вони вирішили повернутися до своєї творчості і записати новий альбом.
Баркер прокоментував цю подію: «Раніше ми грали разом, нехай це повториться знову», Гоппус додав: «Blink-182 повертаються!».
Офіційний сайт був оновлений, і там учасники гурту заявили, що вони повернулися і будуть готові почати свої активні виступи влітку 2009 року. Логотип був також оновлений, у ньому додали шосту стрілку.
ДеЛонг оголосив, що AvA відкладає запис альбому і вихід свого фільму на 2010 рік.
Навесні 2009 року гурт записувався в студії, і з 24 липня проводила виступи по Північній Америці спільно з Fall Out Boy і Weezer.
В одному з інтерв'ю Марк Гоппус повідомив, що раніше оголошені терміни випуску нового альбому скореговані, і, ймовірно, він з'явиться тільки на початку 2010 року. Том Делонг заявив, що новий сингл «Up All Night» вийде перед літнім туром, однак після його закінчення гурт не презентував новий матеріал. Наприкінці 2009 року Blink-182 повідомили про тимчасове затишшя в творчості, і роботу в студії відклали до січня 2010 року.
27 вересня 2011, після численних затримок і ультиматуму Geffen Records закінчити запис до 31 липня, вийшов новий альбом «Neighborhoods» . Трохи раніше, 14 липня, вийшов і перший (з 2005 року) сингл «Up All Night».
З червня по липень 2012 року Blink-182 провели європейський тур. Наприкінці жовтня гурт повідомив, що він розірвав контракт з Interscope Records і тепер ні від кого не залежить. Також гурт почав запис сьомого за рахунком альбому.
Напередодні нового альбому гурт записав міні-альбом Dogs Eating Dogs, який побачив світ 18 грудня 2012 року.

### Вихід Делонга з гурту, Метт Скіба та альбом California (2015-2022)

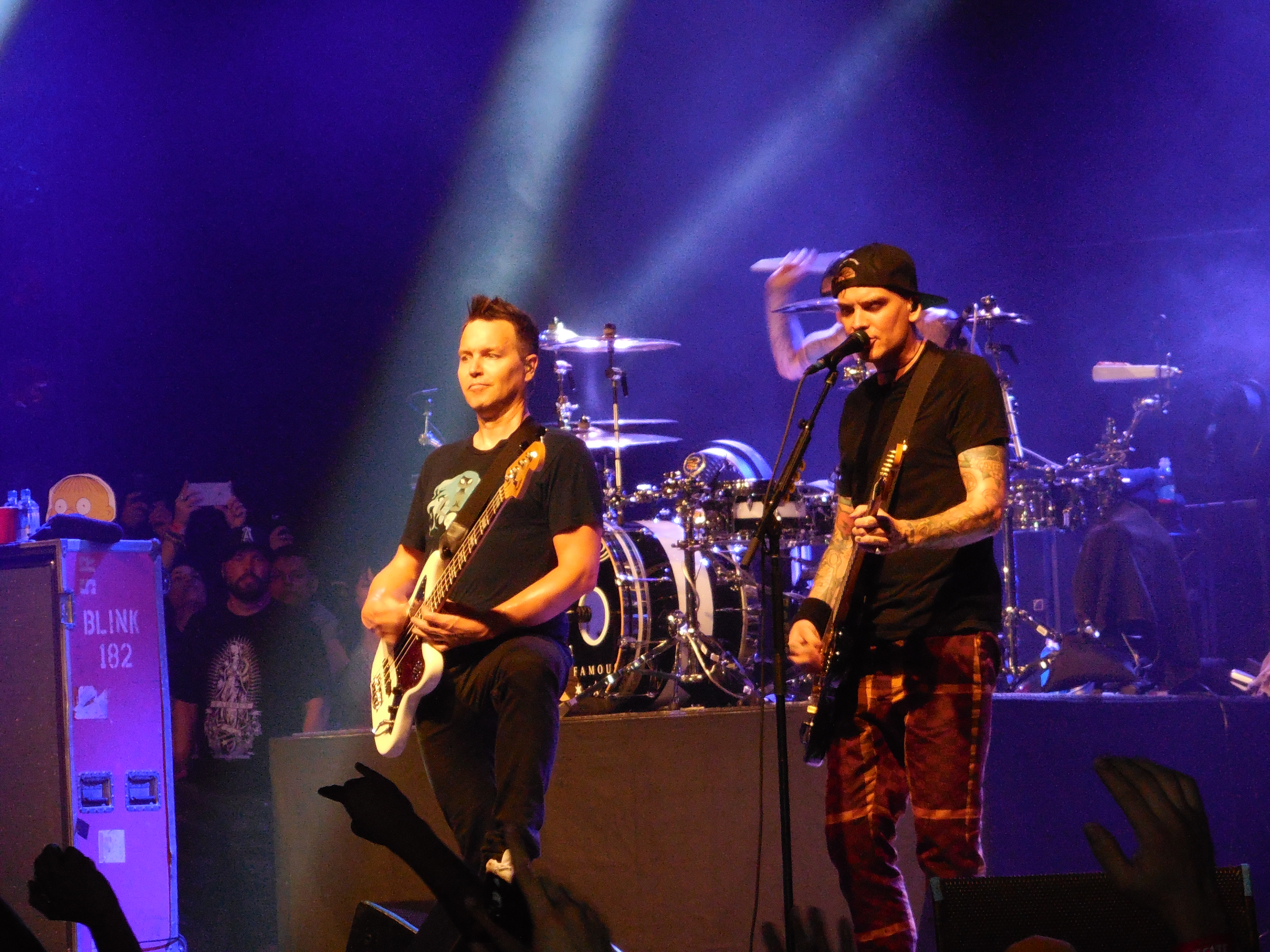
Метт Скіба (праворуч) під час концерту з Blink-182, 2015 рік

У січні 2015 року Том Делонг заявив через свого менеджера, що виходить зі складу гурту на безстроковий термін. Замість нього, до гурту приєднався вокаліст/гітарист Метт Скіба, який також є діючим учасником гурту Alkaline Trio. Після чого гурт розпочав роботу над новою музичною платівкою.
Альбом California записали у січні-березні 2016 року. Після релізу 1 липня 2016 року на лейблі BMG. California став другим альбомом Blink-182, що увійшов в Billboard 200, та першим за останні 15 років. Він також увійшов вперше до високих сходинок чартів у Великій Британії. Сингл, «Bored to Death», стала кращим синглом гурту за останні 12 років. Після релізу альбому, гурт вирушив у тур в підтримку нового альбому по Північній Америці разом з такими гуртами як A Day to Remember, the All-American Rejects, та All Time Low; подорож офіційно розпочалась 21 липня з Сан-Дієго та закінчиться 8 жовтня Ірвайн (Каліфорнія).